# MBK Entertainment
MBK Entertainment (tiếng Hàn: MBK 엔터테인먼트), là một công ty giải trí của Hàn Quốc được thành lập vào năm 2007 bởi Kim Kwang-soo. Trước đây, công ty này có tên là Core Contents Media , được thành lập vào ngày 9 tháng 1 năm 2007 với tư cách là công ty con của CJ E&M Music.
Vào ngày 1 tháng 10 năm 2014, thông báo rằng Core Content Media đã được MBK Co., Ltd. (trước đây là CS ELSOLAR Co., Ltd.) mua lại và đổi tên thành MBK Entertainment. MBK là tên viết tắt của "Music Beyond Korea".
Nhãn hiệu này là nhà của các nghệ sĩ như HIGHBROW, DIA, và trước đây là nhà của các nghệ sĩ như T-ara, SG Wannabe, Seeya, Davichi và Shannon.
Vào tháng 5 năm 2018, nhà sản xuất điều hành nhãn hiệu Kim Kwang-soo tiết lộ rằng ông đã bí mật hợp tác với PD Han Kyeong-cheon để thành lập chương trình sinh tồn The Unit: Idol Reb Reb Project phát sóng trên KBS. Ông xác nhận rằng ông sẽ được tập trung làm nhà sản xuất để chiến thắng nhóm UNB và UNI.T. [3] [4]
Vào tháng 10 năm 2018, MBK và MBC đã phát động một chương trình tài năng mang tên Under Nineteen, một cuộc thi dành cho các thực tập sinh nam dưới 19 tuổi để cạnh tranh cho một vị trí trong nhóm nhạc thần tượng Kpop mới 1THE9. Những người chiến thắng cuối cùng sẽ ký hợp đồng 12 tháng theo MBK sau hợp đồng 5 tháng với MBC. [5]
Ngoài ra MBK cũng bắt tay với đài TVChosun để tạo nên chương trình Miss Trot. Và người thắng cuộc cuối cùng là Song Ga In.
Cũng có tin rằng MBK cùng với JTBC  tạo nên chương trình Superband.

## Nghệ sĩ

### Nghệ sĩ thu âm
| Tên nhóm nhạc | Năm thành lập | Hangul             | Số thành viên | Trưởng nhóm (hiện tại) | Giới tính | CLB người hâm mộ (Fanclub) |
| ------------- | ------------- | ------------------ | ------------- | ---------------------- | --------- | -------------------------- |
| DIA           | 2015          | 다이아             | 8             | Heehyun                | Nữ        | 에이드 (AID)               |
| 1THE9         | 2019          | 원더나인           | 9             | Yoo Yong Ha            | Nam       | 원더랜드 (Wonderland)      |
| Song Ga In    | 2019          | 송가인             | 1             |                        | Nữ        |                            |
| H&D           | 2020          | (H&D)이한결&남도현 | 2             |                        | Nam       |                            |
| BAE173        | 2020          | 비에이이173        | 9             | Park Junseo            | Nam       |                            |

### Diễn viên
- Chaeyeon
- Heehyun
- Yebin
- Jooeun
- Somyi
- Jenny
- Eunchae
- Eunice
- Jiwon

### Nghệ sĩ trước đây
- T-ARA
- T-ARA N4
- QBS
- Boram
- Qri
- Soyeon
- Eunjung
- Hyomin
- Jiyeon
- Ahn Eun-jin
- Shannon Williams
- Hong Jinyoung
- Lee Hyori
- SG Wannabe
- SeeYa
- Yangpa
- Ryu Hwayoung
- Ryu Hyoyoung
- No Minwoo
- Davichi
- Gangkiz
- F-ve Dolls
- SPEED
- Cho Seunghee
- Nam Gyuri
- Lee Si-won
- UNB
- UNI.T

### Thực tập sinh hiện tại
- Kim Yeongsang đã tham gia Produce X 101
- Giseok (1997), tham gia Boy24, The Unit
- Kijoong (2001), cựu thành viên UNB
- Sangwon (1997)
- Kim Sally (2003)
- Lee Junwoo (1998), tham gia Produce 101 season 2
- Lee Jaeeok (2000)

### Cựu thực tập sinh nổi bật
- Hana (Jevice)
- Jiwon(cựu thành viên Spica)
- Taeho (Imfact)
- Lee Tae Eun (Cựu thành viên IM66)
- Wheein (Mamamoo)
- Youngji (cựu thành viên Kara)
- Coco Lee (CocoSori)
- Lee Aryoung (GirlsGirls)
- Hong Jisoo
- Bang Hyunah (chị gái của Girl's Day Minah)
- Yang Yoojin (Heart)
- Yuki Wong (Model)
- Jo Kyeongbin (Heart)
- Kim Minhyun
- Moon Seulgi (Project A)
- Lee Areum (cựu thành viên của T-ARA)
- Alex Bell (thực tập sinh tại FNC Entertainment)
- Jinwoo (Winner)
- Kim Soojin
- Lee Yehyun
- Yoon Joowon/JooE (Momoland)
- Lee Dabin|Yeonwoo (Momoland)
- Yoo Jiwon (Milend)
- Shin Yesung (Gene Boyz)
- Sangyeon (The Boyz)
- Kim Da-ni (1999), suýt ra mắt với T-ara, tham gia Produce 101

## Maroo Entertainment (công ty con của MBK Entertainment)

### Nghệ sĩ thu âm
| Năm  | Tên       | Hangul | Số thành viên | Trưởng nhóm | Giới tính | CLB người hâm mộ     | Tan rã |
| ---- | --------- | ------ | ------------- | ----------- | --------- | -------------------- | ------ |
| 2007 | Supernova | 초신성 | 6             | Yoon Hak    | Nam       | Milky Way (Nhật Bản) | ㅡ     |
| 2017 | BONUSBaby |        | 6             | Moonhee     | Nữ        | ㅡ                   | ㅡ     |
| 2018 | Pretty    | 마이비 | 9             | Yeonseo     | Nữ        | ㅡ                   |        |

Diễn viên
- Ha Seok-jin

### Ca sĩ
- Kim Jong-kook

| Nghệ danh     | Tên khai sinh   | Ngày sinh         | Quốc tịch  | Xếp hạng bầu cử          | Xếp hạng bầu cử          | Xếp hạng bầu cử          | Xếp hạng bầu cử          | Xếp hạng bầu cử          | Xếp hạng bầu cử          | Xếp hạng bầu cử | Xếp hạng bầu cử | Ghi chú                                      |
| Nghệ danh     | Tên khai sinh   | Ngày sinh         | Quốc tịch  | 1                        | 2                        | 3                        | 4                        | 5                        | 6                        | 7               | 8               | Ghi chú                                      |
| ------------- | --------------- | ----------------- | ---------- | ------------------------ | ------------------------ | ------------------------ | ------------------------ | ------------------------ | ------------------------ | --------------- | --------------- | -------------------------------------------- |
| Bino          | Binno Mirihidro | 5 tháng 8, 1999   | Nhật Bản   | 68                       | 76                       | 92                       | 87                       | 58                       | 68                       | 79              | 66              |                                              |
| ChouE         | Yuan Chou Ee    | 9 tháng 4, 2000   | Trung Quốc | 86                       | 96                       | 97                       | N/A                      | N/A                      | 83                       | 84              | 79              |                                              |
| Sikey         | Yoo Sung-kyung  | 28 tháng 6, 2000  | Hàn Quốc   | 44                       | 60                       | 106                      | N/A                      | 97                       | 93                       | 68              | 57              |                                              |
| Jiyong        | Kwon Ji-yong    | 18 tháng 12, 2000 | Hàn Quốc   | 28                       | 47                       | 75                       | 99                       | 81                       | 85                       | 98              | 74              |                                              |
| Chanil        | Do Chan-il      | 15 tháng 8, 2001  | Hàn Quốc   | 52                       | 88                       | N/A                      | N/A                      | 73                       | 94                       | 86              | 71              |                                              |
| Ander         | Ander Kim       | 5 tháng 11, 2001  | Hoa Kỳ     | 59                       | 46                       | 52                       | 83                       | N/A                      | 106                      | 97              | 76              |                                              |
| Mino          | Kwon Min-ho     | 10 tháng 11, 2002 | Hàn Quốc   | &0000000000000999.000000 | &0000000000000999.000000 | &0000000000000999.000000 | &0000000000000999.000000 | &0000000000000999.000000 | &0000000000000999.000000 | 107             | 82              | Gia nhập nhóm 1/9/2020                       |
| Hoon          | Yang Ji-hoon    | 15 tháng 10, 2003 | Hàn Quốc   | &0000000000000999.000000 | &0000000000000999.000000 | &0000000000000999.000000 | &0000000000000999.000000 | &0000000000000999.000000 | &0000000000000999.000000 | N/A             | 92              | Gia nhập nhóm 1/9/2020                       |
| Thành viên cũ |                 |                   |            |                          |                          |                          |                          |                          |                          |                 |                 |                                              |
| Seungho       | Yoo Seung-ho    | 30 tháng 3, 1998  | Hàn Quốc   | 49                       | 49                       | 71                       | 78                       | 76                       | 64                       | 81              | 51              | Rời nhóm 1/7/2017, hiện là thành viên MELOCE |
| YeO           | Lim Tae-young   | 29 tháng 3, 1999  | Hàn Quốc   | 110                      | N/A                      | N/A                      | N/A                      | N/A                      | N/A                      | N/A             | 106             | Rời nhóm 1/7/2017, hiện là thành viên PINCER |
| Seungri       | Baek Seung-ri   | 1 tháng 10, 1999  | Hàn Quốc   | 65                       | 51                       | 48                       | 71                       | 69                       | 45                       | 40              | 43              | Rời nhóm 1/7/2017, hiện là thành viên MELOCE |

### Thực tập sinh nổi bật
- Park Jihoon (tham gia chương trình thực tế sống còn Produce 101 (mùa 2) đứng thứ 2 chung cuộc và debut cùng với nhóm nhạc WANNA ONE).
- Lee Jinwoo (tham gia Produce X 101 và dừng chân ở hạng 22)

## Lnove Media (công ty con của  MBK Entertainment)

### Nghệ sĩ thu âm
- Once Day
- CIC
- KAD
- BLO4
- Geine
- CRYSTAL
- LUV

### Diễn viên/Người mẫu
- Jun Ji-yeon
- Kim Ji-young
- Na Sol-bin
- Yang Soo-jung

### Nghệ sĩ cũ:
- Lee Bo-na (2016-2016)
- Sady (2014-2017)
- Kim So-yeon (2014-2017)
- Kim Joo-yeon (2014-2017)
- Oh So-min (2014-2017)
- Lee Na-mi (2016-2017)
- Lollipop (2017-2017)

### Tiểu sử nghệ sĩ:
- Winxa

| Thành viên hiện tại | Thành viên hiện tại | Thành viên hiện tại | Thành viên hiện tại | Thành viên hiện tại | Thành viên hiện tại |
| Nghệ danh           | Nghệ danh           | Tên thật            | Tên thật            | Ngày sinh           | Quốc tịch           |
| Latinh              | Hangul              | Latinh              | Hangul              | Ngày sinh           | Quốc tịch           |
| ------------------- | ------------------- | ------------------- | ------------------- | ------------------- | ------------------- |
| Bora                | 보라                | Shin Bo-ra          | 신보라              | 29 tháng 12, 1997   | Hàn Quốc            |
| Hyorin              | 효린                | Lee Hyo-jin         | 이효진              | 10 tháng 2, 1998    | Hàn Quốc            |
| Jiah                | 지아                | Kim Ji-ah           | 김지아              | 13 tháng 10, 1998   | Hàn Quốc            |
| Hyojung             | 효정                | Kim Hyo-jung        | 김효정              | 1 tháng 11, 1998    | Hàn Quốc            |
| Jiae                | 지애                | Hong Ji-ae          | 홍지애              | 20 tháng 11, 1998   | Hàn Quốc            |
| Thành viên cũ       |                     |                     |                     |                     |                     |
| Sady                | 사디                | Lee Min-rim         | 이민림              | 5 tháng 10, 1994    | Hàn Quốc            |
| Rana                | 라나                | Kim Ra-na           | 김라나              | 11 tháng 8, 1995    | Hàn Quốc            |
| Soyeon              | 소연                | Kim So-yeon         | 김소연              | 7 tháng 6, 1997     | Hàn Quốc            |
| Sojin               | 소진                | Choi So-jin         | 최소진              | 12 tháng 12, 1998   | Hàn Quốc            |

- Once Day

| Thành viên hiện tại | Thành viên hiện tại | Thành viên hiện tại | Thành viên hiện tại | Thành viên hiện tại | Thành viên hiện tại |
| Nghệ danh           | Nghệ danh           | Tên thật            | Tên thật            | Ngày sinh           | Quốc tịch           |
| Latinh              | Hangul              | Latinh              | Hangul              | Ngày sinh           | Quốc tịch           |
| ------------------- | ------------------- | ------------------- | ------------------- | ------------------- | ------------------- |
| Jihyun              | 지현                | Lee Ji-hyun         | 이지현              | 9 tháng 1, 1994     | Hàn Quốc            |
| Yubin               | 유빈                | Heo Yoon-bin        | 허윤빈              | 5 tháng 9, 1995     | Hàn Quốc            |
| Rena                | 레나                | Kim Yoon-ah         | 김윤아              | 9 tháng 6, 1996     | Hàn Quốc            |
| Eunjin              | 은진                | Baek Eun-jin        | 백은진              | 23 tháng 7, 1996    | Hàn Quốc            |
| Mina                | 민아                | Yoon Min-ah         | 윤민이              | 15 tháng 7, 1997    | Hàn Quốc            |

- CIC

| CIC           | CIC           | CIC               | CIC       | CIC             | CIC             | CIC             | CIC                      | CIC                      | CIC                      | CIC                      | CIC                      |
| Nghệ danh     | Tên thật      | Ngày sinh         | Quốc tịch | Thứ hạng bầu cử | Thứ hạng bầu cử | Thứ hạng bầu cử | Thứ hạng bầu cử          | Thứ hạng bầu cử          | Thứ hạng bầu cử          | Thứ hạng bầu cử          | Thứ hạng bầu cử          |
| Nghệ danh     | Tên thật      | Ngày sinh         | Quốc tịch | 1               | 2               | 3               | 4                        | 5                        | 6                        | 7                        | 8                        |
| ------------- | ------------- | ----------------- | --------- | --------------- | --------------- | --------------- | ------------------------ | ------------------------ | ------------------------ | ------------------------ | ------------------------ |
| Yumi          | Asona Yumi    | 22 tháng 11, 1994 | Nhật Bản  | 66              | 67              | 86              | 96                       | 79                       | 81                       | 93                       | 73                       |
| Yena          | Kim Yoo-mi    | 15 tháng 3, 1995  | Hàn Quốc  | N/A             | N/A             | N/A             | N/A                      | 102                      | 107                      | 110                      | 89                       |
| Soyoung       | Kim So-young  | 12 tháng 1, 1996  | Hàn Quốc  | N/A             | 82              | N/A             | 94                       | 91                       | 91                       | 77                       | 66                       |
| Narin         | Yoo Ji-ah     | 20 tháng 1, 1996  | Hàn Quốc  | N/A             | N/A             | N/A             | N/A                      | 78                       | 96                       | N/A                      | 85                       |
| Jisoo         | Kim Ji-soo    | 17 tháng 10, 1996 | Hàn Quốc  | 36              | 29              | 21              | 18                       | 43                       | 50                       | 30                       | 13                       |
| Yehyun        | Kim Hye-bin   | 24 tháng 4, 1997  | Hàn Quốc  | 100             | N/A             | N/A             | N/A                      | 84                       | 97                       | 107                      | 101                      |
| Daso          | Kim Da-so     | 5 tháng 11, 1997  | Hàn Quốc  | 59              | 64              | 99              | N/A                      | 94                       | N/A                      | 84                       | 76                       |
| Chaewon       | Yang Chae-won | 3 tháng 1, 1998   | Hàn Quốc  | 109             | 97              | N/A             | N/A                      | N/A                      | N/A                      | 98                       | 87                       |
| Yeonseo       | Park Yeon-seo | 27 tháng 12, 1998 | Hàn Quốc  | 102             | N/A             | N/A             | 97                       | 59                       | 75                       | N/A                      | 84                       |
| Chaehi        | Kim Chae-hee  | 15 tháng 10, 1999 | Hàn Quốc  | 89              | 101             | 85              | 88                       | 61                       | 85                       | 79                       | 59                       |
| Thành viên cũ |               |                   |           |                 |                 |                 |                          |                          |                          |                          |                          |
| Dain          | Yoo Da-in     | 10 tháng 1, 1995  | Hàn Quốc  | 103             | N/A             | 104             | &0000000000000999.000000 | &0000000000000999.000000 | &0000000000000999.000000 | &0000000000000999.000000 |                          |
| Hayeon        | Kim Ha-yeon   | 15 tháng 12, 1997 | Hàn Quốc  | 44              | 30              | 31              | &0000000000000999.000000 | &0000000000000999.000000 | &0000000000000999.000000 | &0000000000000999.000000 | &0000000000000999.000000 |
| Sona          | Lim Soo-na    | 1 tháng 1, 1998   | Hàn Quốc  | N/A             | N/A             | N/A             | &0000000000000999.000000 | &0000000000000999.000000 | &0000000000000999.000000 | &0000000000000999.000000 | &0000000000000999.000000 |

- Chorus

| Nghệ danh | Nghệ danh | Tên thật      | Tên thật | Ngày sinh        | Chiều cao | Quốc tịch |
| Latinh    | Hangul    | Latinh        | Hangul   | Ngày sinh        | Chiều cao | Quốc tịch |
| --------- | --------- | ------------- | -------- | ---------------- | --------- | --------- |
| Seungin   | 승인      | Yang Seung-in | 양승인   | 6 tháng 2, 1993  | 179 cm    | Hàn Quốc  |
| Sunghwa   | 성화      | Sung Yong-hwa | 성용화   | 9 tháng 9, 1994  | 177 cm    | Hàn Quốc  |
| Yunho     | 윤호      | Kang Yoon-ho  | 강윤호   | 20 tháng 5, 1995 | 180 cm    | Hàn Quốc  |
| Taein     | 태인      | Jung Tae-in   | 정태인   | 13 tháng 8, 1996 | 177 cm    | Hàn Quốc  |

- KAD

| Thành viên hiện tại | Thành viên hiện tại | Thành viên hiện tại | Thành viên hiện tại | Thành viên hiện tại | Thành viên hiện tại |
| Nghệ danh           | Nghệ danh           | Tên thật            | Tên thật            | Ngày sinh           | Quốc tịch           |
| Latinh              | Hangul              | Latinh              | Hangul              | Ngày sinh           | Quốc tịch           |
| ------------------- | ------------------- | ------------------- | ------------------- | ------------------- | ------------------- |
| Sungmin             | 성민                | Lee Sung-min        | 이성민              | 3 tháng 11, 1996    | Hàn Quốc            |
| Aiden               | 태성                | Kwon Tae-sung       | 권태성              | 25 tháng 4, 1997    | Hàn Quốc            |
| Kai                 | 진우                | Moon Jin-woo        | 문진우              | 21 tháng 9, 1998    | Hàn Quốc            |
| Wonho               | 원호                | Kang Won-ho         | 강원호              | 18 tháng 3, 1999    | Hàn Quốc            |
| Key                 | 신준호              | Jo Tae-hyun         | 신준호              | 25 tháng 1, 2000    | Hàn Quốc            |
| Junho               | 준호                | Shin Jun-ho         | 신준호              | 12 tháng 2, 2000    | Hàn Quốc            |
| BX                  | 신준호              | Jang Yun-ho         | 신준호              | 5 tháng 10, 2001    |                     |

- Molae

| Nghệ danh | Nghệ danh | Tên thật       | Tên thật | Ngày sinh         | Quốc tịch  | Vai trò                       |
| Latinh    | Hangul    | Latinh         | Hangul   | Ngày sinh         | Quốc tịch  | Vai trò                       |
| --------- | --------- | -------------- | -------- | ----------------- | ---------- | ----------------------------- |
| Yeonjoo   | 연주      | Kim Yeon-joo   | 김연주   | 23 tháng 7, 1995  | Hàn Quốc   | Trưởng nhóm, Hát chính        |
| Monae     | 모내      | Kwon Moon-ae   | 권문애   | 3 tháng 6, 1998   | Hàn Quốc   | Hát phụ, Rap phụ              |
| Naeun     | 나은      | Kim Na-eun     | 김나은   | 12 tháng 6, 1999  | Hàn Quốc   | Rap chính, Nhảy chính, Visual |
| Sojung    | 소정      | Lee So-jung    | 이소정   | 1 tháng 1, 2000   | Hàn Quốc   | Hát dẫn                       |
| Ponny     | 포니      | Zhao Tian An   | 전동혁   | 24 tháng 4, 2000  | Trung Quốc | Hát phụ                       |
| Hana      | 하나      | Fujinabin Hana | 여지후   | 10 tháng 10, 2000 | Nhật Bản   | Hát phụ, Nhảy phụ             |
| Soreum    | 소름      | Kim So-reum    | 김소름   | 3 tháng 3, 2001   | Hàn Quốc   | Hát phụ                       |
| Nayeon    | 나연      | Sung Na-yeon   | 성나연   | 23 tháng 3, 2001  | Hàn Quốc   | Hát phụ, Rap phụ, Makane      |

- Gene Boyz

| Thành viên hiện tại | Thành viên hiện tại | Thành viên hiện tại | Thành viên hiện tại | Thành viên hiện tại | Thành viên hiện tại | Thành viên hiện tại | Thành viên hiện tại    |
| Nghệ danh           | Nghệ danh           | Tên thật            | Tên thật            | Tên thật            | Ngày sinh           | Quốc tịch           | Vai trò                |
| Latinh              | Hangul              | Latinh              | Hán Việt            | Hangul              | Ngày sinh           | Quốc tịch           | Vai trò                |
| ------------------- | ------------------- | ------------------- | ------------------- | ------------------- | ------------------- | ------------------- | ---------------------- |
| Jihoo               | 지후                | Yeo Ji-hoo          | Lã Chí Hoan         | 여지후              | 25 tháng 12, 2000   | Hàn Quốc            | Trưởng nhóm, Rap chính |
| Donghyuk            | 동혁                | Jeon Dong-hyuk      | Toàn Đông Hách      | 전동혁              | 29 tháng 12, 2000   | Hàn Quốc            | Hát chính              |
| Yesung              | 예성                | Shin Ye-sung        | Thân Nghệ Thắng     | 신예성              | 31 tháng 12, 2000   | Hàn Quốc            | Hát chính              |
| Yoondo              | 윤도                | Jung Yoon-do        | Trịnh Duẫn Đỗ       | 정윤도              | 18 tháng 3, 2001    | Hàn Quốc            | Nhảy chính, Rap dẫn    |
| Kyungsoo            | 경수                | Shin Kyung-soo      | Thân Khánh Tú       | 신경수              | 11 tháng 8, 2001    | Hàn Quốc            | Hát chính              |
| Hyunjae             | 현재                | Kim Hyun-jae        | Kim Hiền Trãi       | 김현재              | 20 tháng 11, 2001   | Hàn Quốc            | Hát phụ, Visual        |
| Taeoh               | 태오                | Kwon Tae-oh         | Quyền Thái Hồ       | 권태오              | 30 tháng 12, 2001   | Hàn Quốc            | Hát phụ, Makane        |

| Nghệ danh | Nghệ danh | Tên khai sinh | Tên khai sinh | Ngày sinh         | Nơi sinh |
| Latinh    | Hangul    | Latinh        | Hangul        | Ngày sinh         | Nơi sinh |
| --------- | --------- | ------------- | ------------- | ----------------- | -------- |
| Jamie     | 리아      | Hirai Seina   | 최유나        | 1 tháng 8, 2000   | Nhật Bản |
| Hanna     | 한나      | Kang Han-na   | 강한나        | 16 tháng 12, 2002 | Hàn Quốc |
| Dami      | 다미      | Kim Da-mi     | 김다미        | 1 tháng 12, 2003  | Hàn Quốc |
| Sua       | 세린      | Ryu Soo-ah    | 김시현        | 20 tháng 10, 2004 | Hàn Quốc |

| CRYSTAL   | CRYSTAL               | CRYSTAL           | CRYSTAL         | CRYSTAL                  | CRYSTAL                  | CRYSTAL         | CRYSTAL         | CRYSTAL         | CRYSTAL         | CRYSTAL         | CRYSTAL         | CRYSTAL |
| Nghệ danh | Tên khai sinh         | Ngày sinh         | Quốc tịch       | Xếp hạng bầu cử          | Xếp hạng bầu cử          | Xếp hạng bầu cử | Xếp hạng bầu cử | Xếp hạng bầu cử | Xếp hạng bầu cử | Xếp hạng bầu cử | Xếp hạng bầu cử | Ghi chú |
| Nghệ danh | Tên khai sinh         | Ngày sinh         | Quốc tịch       | 1                        | 2                        | 3               | 4               | 5               | 6               | 7               | 8               | Ghi chú |
| --------- | --------------------- | ----------------- | --------------- | ------------------------ | ------------------------ | --------------- | --------------- | --------------- | --------------- | --------------- | --------------- | ------- |
| Lia       | Choi Yu-na            | 25 tháng 1, 1999  | Hàn Quốc        | &0000000000000999.000000 | &0000000000000999.000000 | 16              | 5               | 4               | 4               | 2               | 2               |         |
| Gyurin    | Jung Gyu-rin          | 23 tháng 11, 2001 | Hàn Quốc        | &0000000000000999.000000 | &0000000000000999.000000 | 54              | 23              | 25              | 26              | 14              | 16              |         |
| Seren     | Seren Kim Kim Na-hyun | 16 tháng 10, 2002 | Hoa Kỳ Hàn Quốc | &0000000000000999.000000 | &0000000000000999.000000 | 46              | 17              | 13              | 9               | 4               | 4               |         |
| Yuka      | Yuka Morin            | 4 tháng 11, 2003  | Nhật Bản        | &0000000000000999.000000 | &0000000000000999.000000 | 35              | 20              | 23              | 21              | 19              | 17              |         |
| Ruri      | Asai Ruri             | 30 tháng 5, 2004  | Hoa Kỳ Nhật Bản | &0000000000000999.000000 | &0000000000000999.000000 | 34              | 12              | 14              | 14              | 10              | 11              |         |

| FANCY     | FANCY         | FANCY             | FANCY      | FANCY             |
| Nghệ danh | Tên khai sinh | Ngày sinh         | Quốc tịch  | Ghi chú           |
| --------- | ------------- | ----------------- | ---------- | ----------------- |
| Hanseol   | Jang Han-seol | 2 tháng 12, 1998  | Hàn Quốc   |                   |
| Yoojung   | Kim Yoo-jung  | 20 tháng 10, 1999 | Hàn Quốc   | Gia nhập 1/4/2020 |
| Yejin     | Kim Ye-jin    | 13 tháng 10, 2000 | Hàn Quốc   |                   |
| Yujin     | Ahn Yoo-jin   | 26 tháng 3, 2001  | Hàn Quốc   |                   |
| Aisha     | An Sha Xia    | 11 tháng 6, 2001  | Trung Quốc |                   |
| Winny     | Kwon Eun-bi   | 1 tháng 1, 2002   | Hàn Quốc   | Gia nhập 6/9/2021 |
| Gyuri     | Kwon Gyu-ri   | 4 tháng 12, 2003  | Hàn Quốc   |                   |

| Cựu thành viên APRIL | Cựu thành viên APRIL | Cựu thành viên APRIL | Cựu thành viên APRIL | Cựu thành viên APRIL | Cựu thành viên APRIL |
| Nghệ danh            | Nghệ danh            | Tên thật             | Tên thật             | Ngày sinh            | Nơi sinh             |
| Latinh               | Hangul               | Latinh               | Hangul               | Ngày sinh            | Nơi sinh             |
| -------------------- | -------------------- | -------------------- | -------------------- | -------------------- | -------------------- |
| Joohyun              | 보라                 | Kim Joo-hyun         | 신보라               | 26 tháng 5, 1995     | Hàn Quốc             |
| Hyunjin              | 효린                 | Lee Hyun-jin         | 이효진               | 18 tháng 8, 1996     | Hàn Quốc             |
| Zylo                 | 라나                 | Lee Hyun-min         | 김라나               | 21 tháng 8, 1996     | Hàn Quốc             |
| Jungwoo              | 지아                 | Uhm Jung-woo         | 김지아               | 22 tháng 7, 1997     | Hàn Quốc             |
| Kijoong              | 효정                 | Park Ki-joong        | 김효정               | 20 tháng 10, 1998    | Hàn Quốc             |
| Chanho               | 지애                 | Jung Chan-ho         | 홍지애               | 1 tháng 12, 1998     | Hàn Quốc             |
| Jinyoung             | 사디                 | Kim Jin-young        | 이민림               | 13 tháng 5, 1999     | Hàn Quốc             |

## Lnove Tree
- Là một dự án thực tập sinh ưu tú của Lnove.

### Thực tập sinh cũ:
- Baek No-bin
- Baek Seung-ri
- Chou Meiyi
- Go Eun-na
- Gyu Min-ho
- Ha Jin-goo
- Hinaru Sona(tham gia Idol School)
- Hirai Seina(tham gia Produce 101,Idol School)
- Hwang Ji-won
- Hwang Yoon-gi
- Jenna Kim
- Jung Ji-suk
- Jung Ye-seo
- Kim Chae-yeong(tham gia KBS The Unit)
- Kim In-sung
- Kim Ji-hoon(TNCRG)
- Kim Ji-seo
- Kim Ye-ni(tham gia Idol School)
- Kim Yeo-na
- Kwon Chae-ah
- Lee Bo-na
- Lee Na-mi
- Lee Hyun-jin
- Lee Ye-hyun
- Lee Yu-jin(tham gia Idol School,KBS The Unit)
- Moon Na-hyun
- Moon Hyun-ah
- No Min-hyun
- Park Seo-yeon
- Park Soo-yeon
- Park Yu-na
- Seo So-eun
- Som Hye-rin
- Son Hye-eun(tham gia KBS The Unit)
- Son Hye-in
- Sung Ye-ri
- Wuang Yeng Yi
- Yang So-hee
- Yoo Se-na
- Yoo Ji-won(tham gia Idol School,KBS The Unit)
- Yoo Seung-ho
- Yoon Ji-soo(tham gia Idol School,KBS The Unit)
- Yoon Ju-na
- Yoon Sa-ra
- Park Si-eun
- Shin Shi-eun
- Cho Soo-jung